# Washingtonova
Washingtonova ulice na Novém Městě v Praze spojuje Václavské náměstí s ulicemi Opletalova a Růžová. Nazvána je podle prvního amerického prezidenta George Washingtona (1732-1799). Na čísle 7 má sídlo Celní správa České republiky, úřad pro město Praha.

## Historie a názvy
Název "Washingtonova" se používá od roku 1945.

## Budovy, firmy a instituce
- Celní správa České republiky - Washingtonova 7
- Estetická chirurgie - Washingtonova 17[3]
- Hotel Esplanade - Washingtonova 19[4]